# Gobierno del estado de São Paulo
El Gobierno del Estado de São Paulo tiene su sede en la ciudad de São Paulo y comprende la estructura administrativa del estado de acuerdo con lo dispuesto en la Constitución Federal y en la Constitución Estadual. Al igual que el Gobierno Federal, se compone de tres poderes: el Ejecutivo, el Legislativo y el Judicial. El Gobernador encabeza el poder ejecutivo del Estado, el poder legislativo está formado por la Asamblea Legislativa y el poder judicial tiene como máximo órgano el Tribunal de Justicia.

## Ejecutivo

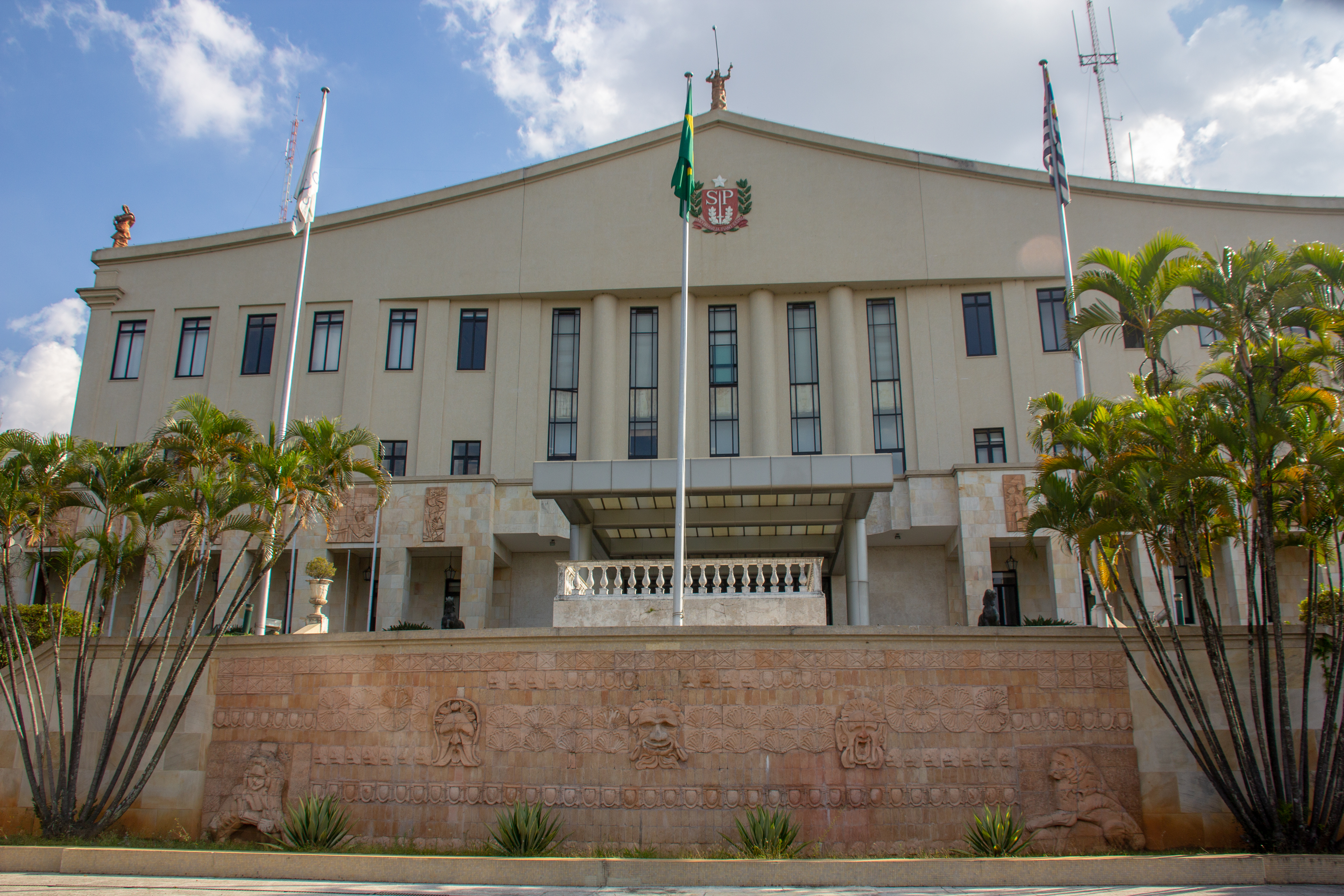
El Palácio dos Bandeirantes, en 2018.

El poder ejecutivo del estado de São Paulo está encabezado por el gobernador y tiene su sede en el Palácio dos Bandeirantes. La construcción del palacio comenzó en la década de 1950 y el poder ejecutivo lo adoptó como sede en 1964 sustituyendo al Palacio de los Campos Elíseos. El edificio está situado en Morumbi, un distrito de la ciudad de São Paulo.
El gobernador y el vicegobernador son elegidos por sufragio universal y voto directo y secreto de la población para mandatos de 4 años, pudiendo ser reelegidos para un mandato consecutivo más.Los requisitos de elegibilidad para ambos cargos son nacionalidad brasileña, ejercicio de derechos políticos, domicilio electoral en el estado, afiliación partidaria y edad mínima de 30 años.  Las elecciones estaduales tienen lugar junto a las federales.
El actual gobernador es Tarcísio Gomes de Freitas. Como máximo representante del poder ejecutivo, el gobernador es responsable de sancionar y vetar las leyes aprobadas por la legislatura, organizar y dirigir la administración, dictar decretos y también actuar como comandante en jefe de la Policía Militar, de la Policía Civil y de la Brigada de Bomberos Militares. 
El vicegobernador es el segundo cargo en la jerarquía ejecutiva, y es elegido en la misma candidatura que el gobernador, a quien sustituye cuando este no puede ejercer sus funciones.  Según la Constitución del Estado, el vicegobernador "además de las demás atribuciones que le sean conferidas por ley complementaria, auxiliará al gobernador, siempre que éste lo convoque para misiones especiales." El cargo es ocupado actualmente por Felicio Ramuth.
El gobernador es asistido por los secretarios en la administración del Estado. Son nombrados y destituidos a criterio del gobernador, pero los nombramientos deben cumplir tres requisitos: el ejercicio de los derechos políticos, la nacionalidad brasileña y la edad de 21 años. No existe un número mínimo o máximo de secretarios; el gabinete de Tarcisio está compuesto actualmente por 24 secretarías. 

### Administración directa

#### Gabinete
Actualmente formado por 24 secretarías y una secretaría especial:
| Secretaría de Educación                                                | Renato Feder               |  |
| Secretario de Salud                                                    | Eleuses Paiva              |  |
| Secretario de Infraestructura y Logística                              | Natalia Resende            |  |
| Secretario de Gobierno y Relaciones Institucionales                    | Gilberto Kassab            |  |
| Casa Civil                                                             | Arthur Lima                |  |
| Secretaría de Pública                                                  | Guilherme Derrite          |  |
| Secretario de Turismo y Viajes                                         | Roberto de Lucena          |  |
| Secretario de Gestión y Gobierno                                       | Caio Paes de Andrade       |  |
| Secretario de Comunicación                                             | Lais Vita                  |  |
| Internacional Asuntos Internacionales                                  | Lucas Ferraz               |  |
| Secretario de Inversiones                                              | Sr. Benini                 |  |
| Secretario de Finanzas y Planificación                                 | Samuel Kinoshita           |  |
| Secretario de Desarrollo Social Desarrollo                             | Gilberto Nascimento Júnior |  |
| Secretario de Administración Administración                            | Marcello Streifinger       |  |
| Secretario de Desarrollo                                               | Jorge Lima                 |  |
| Secretaria de Políticas para la Mujer                                  | Sonaira Fernandes          |  |
| Secretario de Justicia y Ciudadanía                                    | Fabio Prieto               |  |
| Secretario de Transportes Transportes                                  | Marco Assalve              |  |
| Secretario de Desarrollo Desarrollo y Vivienda                         | Marcelo Branco             |  |
| Secretario de Cultura y Economía Creativa                              | Marília Marton             |  |
| Secretario de Agricultura y Abastecimiento                             | Antonio Junqueira          |  |
| Secretaria de Deportes                                                 | Helena Reis                |  |
| Secretario de Ciencia, Tecnología e Innovación Tecnología e Innovación | Vahan Agopyan              |  |
| Secretario para Personas con Discapacidad                              | Marcos da Costa            |  |
| Secretario Especial de Proyectos Estratégicos                          | Guilherme Afif Domingos    |  |

La Gobernación también incluye la Casa Militar, con las atribuciones de Defensa Civil, así como la seguridad de la sede del gobierno y del propio gobernador.

#### Órganos vinculados a las Secretarías de Estado
- Agencia Paulista de Tecnología Agroindustrial (APTA)
  - Instituto Agronómico de Campinas (IAC)
  - Instituto Biológico (IB)
  - Instituto de Economía Agrícola (IEA)
  - Instituto de Pesca (IP)
  - Instituto de Tecnología Alimentaria (ITAL)
  - Instituto de Zootecnia (IZ)
- Archivo Público del Estado de São Paulo
- Coordinadora de Assistência Técnica Integral (CATI)
- Consejo de Defensa del Patrimonio Histórico (CONDEPHAAT)
- Defensa Civil del Estado de São Paulo
- Instituto Adolfo Lutz
- Instituto Botánico
- Instituto Butantan
- Instituto Dante Pazzanese de Cardiología
- Instituto Forestal
- Instituto Geográfico e Cartográfico de São Paulo (IGC-SP)
- Instituto Geológico (IG)
- Instituto Lauro de Souza Lima
- Instituto Pasteur
- Instituto de Salud
- Investe São Paulo (Investe SP)
- Polícia Científica do Estado de São Paulo
- Policía Civil del Estado de São Paulo
- Policía Militar del Estado de São Paulo
  - Cuerpo de Bomberos de la Policía Militar del Estado de São Paulo
  - Policía de Carreteras del Estado de São Paulo
  - Consejos Comunitarios de Seguridad (Conseg)
- Universidad Virtual del Estado de São Paulo (UNIVESP)

### Administración indirecta
Autarquias 
- Agencia Metropolitana de Baixada Santista (AGEM)
- Agencia Metropolitana de Campinas (AGEMCAMP)
- Agencia Reguladora de Saneamiento y Energía del Estado de São Paulo (ARSESP)
- Agencia Reguladora de los Servicios Delegados de Transporte Público del Estado de São Paulo (Artesp)
- Caixa Beneficente da Polícia Militar]] (CBPM)
- Centro de Educación Tecnológica del Estado Paula Souza (Centro Paula Souza)
  - Escuela Técnica Estatal (ETECs)
  - Escuela Superior de Tecnología del Estado de São Paulo (FATEC's)
- Departamento de Agua y Energía Eléctrica (DAEE)
- Departamento de Aviación del Estado de São Paulo (Daesp)
- Departamento de Carreteras del Estado de São Paulo (DER)
- Departamento de Tráfico del Estado de São Paulo (Detran.SP)
- Facultad de Medicina de Marília (Famema)
- Facultad de Medicina de São José do Rio Preto (Famerp)
- Hospital de las Clínicas de la Facultad de Medicina de Botucatu (HC Botucatu)
- Hospital de las Clínicas de Ribeirão Preto (HC/USP-RP)
- Hospital das Clínicas da Faculdade de Medicina da Universidade de São Paulo (HC/USP-SP)
- Instituto de Asistencia Médica a los Servidores Públicos del Estado (Iamspe)
- Instituto de Medicina Social y Criminología de São Paulo (IMESC)
- Instituto Estadual de Pesos y Medidas (Ipem)
- Instituto de Investigaciones Energéticas y Nucleares (Ipen)
- Instituto de Previsión Social del Estado de São Paulo (Ipesp)
- Junta de Comercio del Estado de São Paulo (Jucesp)
- Agencia Paulista de Seguridad Social (SPPREV)
- Superintendencia de Control de Endemias (Sucen)
- Superintendencia del Trabajo Artesanal en las Comunidades (SUTACO)
- Universidad Estadual Paulista (Unesp)
- Universidad Estadual de Campinas (Unicamp)
- Universidad de São Paulo (USP)

Empresas públicas'
- Compañía de Vivienda y Urbanismo del Estado de São Paulo (CDHU)
- Compañía de Medio Ambiente del Estado de São Paulo (Cetesb)
- Compañía de Desarrollo Agrícola de São Paulo (Codasp)
- Compañía de los Muelles de São Sebastião (CDSS)
- Compañía de Seguros del Estado de São Paulo (Cosesp)
- Compañía Paulista de Obras y Servicios (CPOS)
- Compañía Paulista de Parques (CPP)
- Companhia Paulista de Securitização]] (CPSEC)
- Companhia Paulista de Trens Metropolitanos]] (CPTM)
- DERSA|Desenvolvimento Rodoviário S.A.]] (DERSA)
- Desenvolve São Paulo]] (Desenvolve SP)
- Empresa Metropolitana de Águas e Energía (EMAE)
- Empresa Paulista de Planejamento Metropolitano]] (Emplasa)
- Empresa Paulista de Transporte Urbano Metropolitano (EMTU)
- Prensa Oficial del Estado de São Paulo (Imprensa Oficial)
- Instituto de Investigación Tecnológica (IPT)
- Compañía del Metropolitano de São Paulo (Metrô)
- Compañía de Procesamiento de Datos do Estado de São Paulo (Prodesp)
  - Poupatempo
- Compañía de Saneamiento Básico del Estado de São Paulo (Sabesp)

Fundaciones 
- Fundación para la Investigación del Estado de São Paulo (Fapesp)
- Fundação para o Desenvolvimento da Educação (FDE)
- Fundação de Amparo ao Preso - Professor Doutor Manoel Pedro Pimentel (Funap)
- Fundación CASA
- Fundación para la Conservación y Producción Forestal del Estado de São Paulo (Fundação Florestal)
- Instituto de Tierras del Estado de São Paulo (Fundación Itesp)
- Fundación Padre Anchieta
- Fundación Procon (Fundação Procon-SP)
- Fundación para el Remedio Popular (Furp)
- Memorial da América Latina
- Fundação Oncocentro de São Paulo (Oncocentro)
- Fundación Pró-Sangue (Pró-Sangue)
- Fundación Sistema Estadual de Análisis de Datos (Seade)
- Fundación de Pensión Complementaria del Estado de São Paulo (SP-PREVCOM)
- Parque Zoológico de São Paulo (Zoológico-SP)

## Legislativa

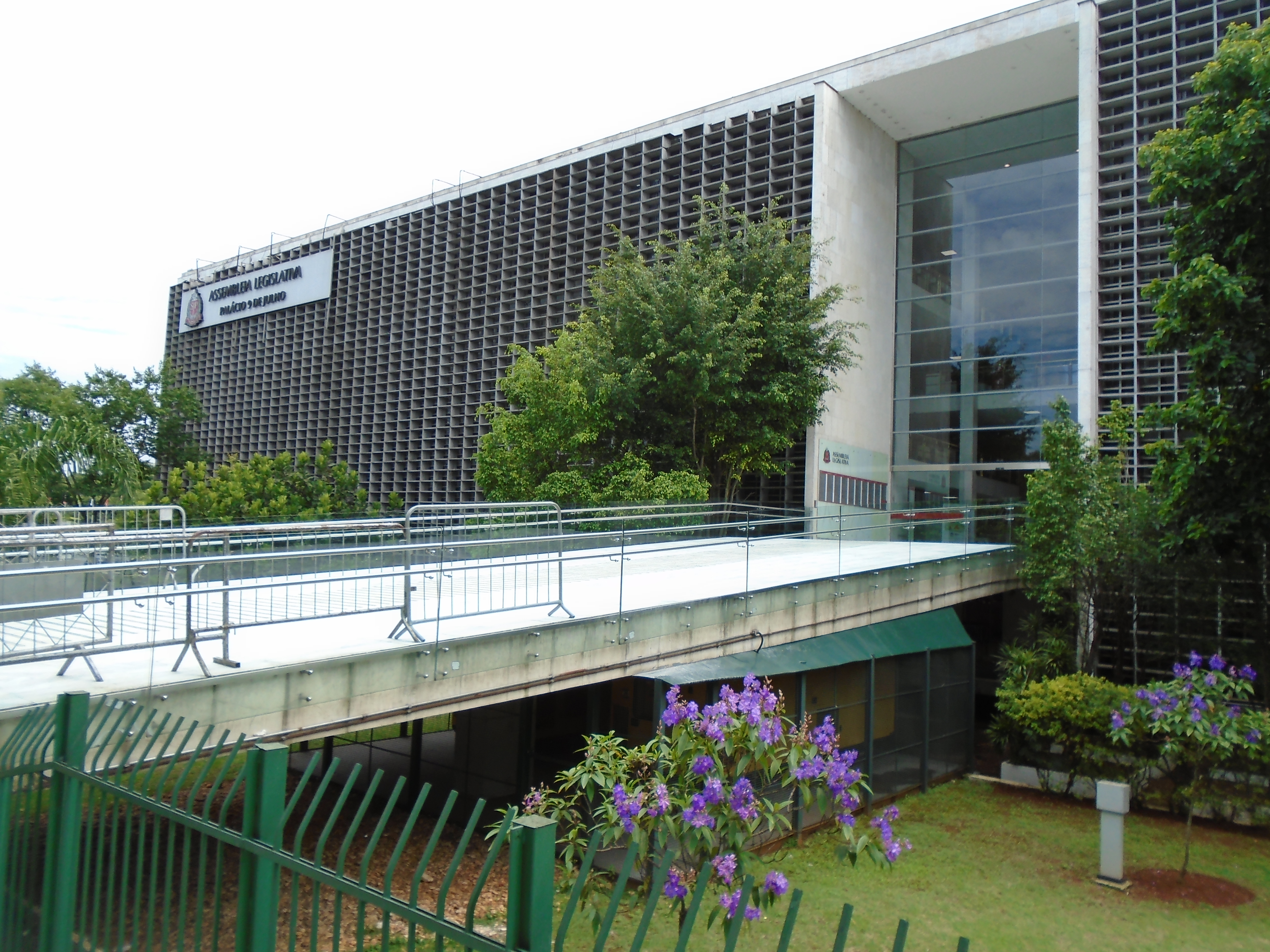
Palacio 9 de Julio en 2016.

El poder legislativo del estado es unicameral, y es ejercido por la Asamblea Legislativa (ALESP), formada por 94 diputados estatales y con sede en el Palácio 9 de Julho. La Asamblea elabora y vota proyectos de ley y fiscaliza la actuación del Ejecutivo a través de su órgano de control externo, el Tribunal de Cuentas.  El Legislativo también es responsable de deliberar sobre el presupuesto, crear y suprimir cargos públicos, así como fijar sus salarios y beneficios, además de juzgar al gobernador en los procesos de impeachment'.
Los diputados estaduales son elegidos por el sistema de representación proporcional, simultáneamente con las elecciones estaduales y federales. Los mandatos son de 4 años y no hay límites de reelección. Los criterios de elegibilidad son los mismos que para el gobernador y el vicegobernador, excepto la edad mínima de 21 años. La toma de posesión de los elegidos tiene lugar el 15 de marzo, lo que convierte a São Paulo en el único estado que inicia su legislatura en este mes.

### Mesa directiva
Los diputados estaduales eligen la junta directiva de la Asamblea Legislativa. La votación es abierta y los mandatos son de dos años no pudiendo los miembros ocupar los mismos cargos en sucesivas juntas de la misma legislatura. La junta directiva se compone de tres diputados (presidente, secretario primero y segundo), así como de los suplentes.
La actual junta directiva, elegida en marzo de 2021, es la siguiente:
- Presidente: Carlão Pignatari;
- Primer secretario: Luiz Fernando Teixeira;
- Segundo secretario: Rogério Nogueira;

Suplentes:
- Vicepresidente primero: Wellington Moura;
- Vicepresidente segundo: André do Prado;
- Vicepresidente tercero: Kenny Pires Mendes;
- Cuarto Vicepresidente: Caio França;
- Tercer secretario: Léo Oliveira;
- Cuarto secretario: Bruno Ganem.

## Poder Judicial

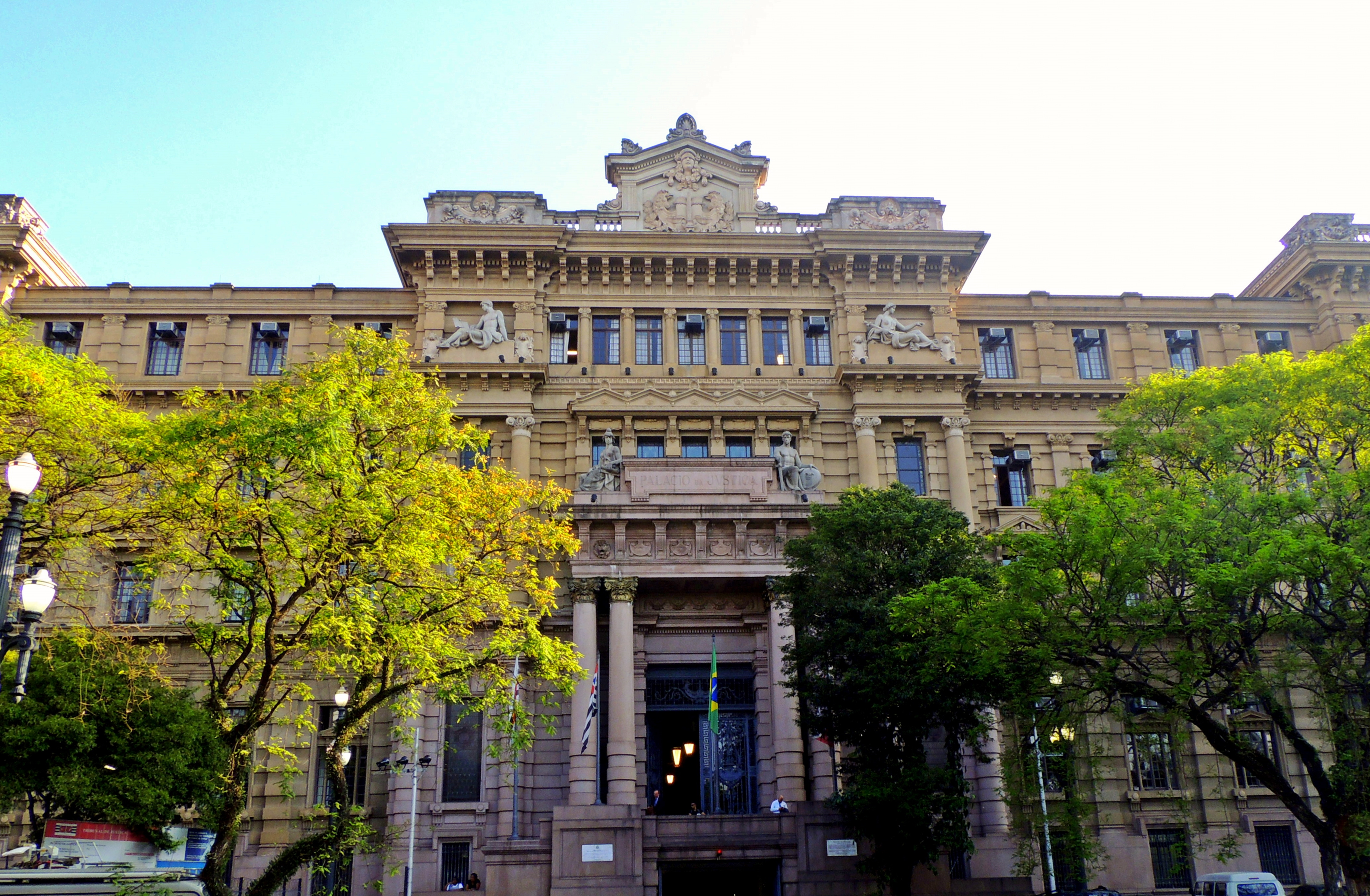
El Palácio da Justiça, sede del Tribunal de Justiça, en 2016.

El Poder Judicial de São Paulo interpreta y aplica la ley, de acuerdo con sus atribuciones constitucionalmente asignadas. El Poder Judicial tiene una estructura jerárquica con el Tribunal de Justiça en la cúspide.  Sus decisiones pueden ser recurridas ante el Superior Tribunal de Justicia (STJ) y el Supremo Tribunal Federal (STF).
La primera instancia está compuesta por 2.600 jueces en 319 distritoss, y la segunda cuenta con 360 desembargadores. El Tribunal es dirigido por un presidente, elegido por los magistrados para mandatos de dos años; El juez Ricardo Mair Anafe es el presidente en ejercicio..